# Canavial
Canavial est une localité de Sao Tomé-et-Principe située au nord de l'île de Sao Tomé, dans le district de Lobata. C'est une ancienne roça.

## Population
Lors du recensement de 2012, 407 habitants y ont été dénombrés.

## Roça
C'était l'une des nombreuses dépendances de la grande roça Rio do Ouro (rebaptisée Agostinho Neto).
Son toponyme fait référence au type de plantations exploitées dans la zone la plus plate de l'île : en effet le mot portugais canavial signifie « champ de canne à sucre ».
Photographies et croquis réalisés en 2011 mettent en évidence la disposition des bâtiments, leurs dimensions et leur état à cette date.